# Continental Airlines

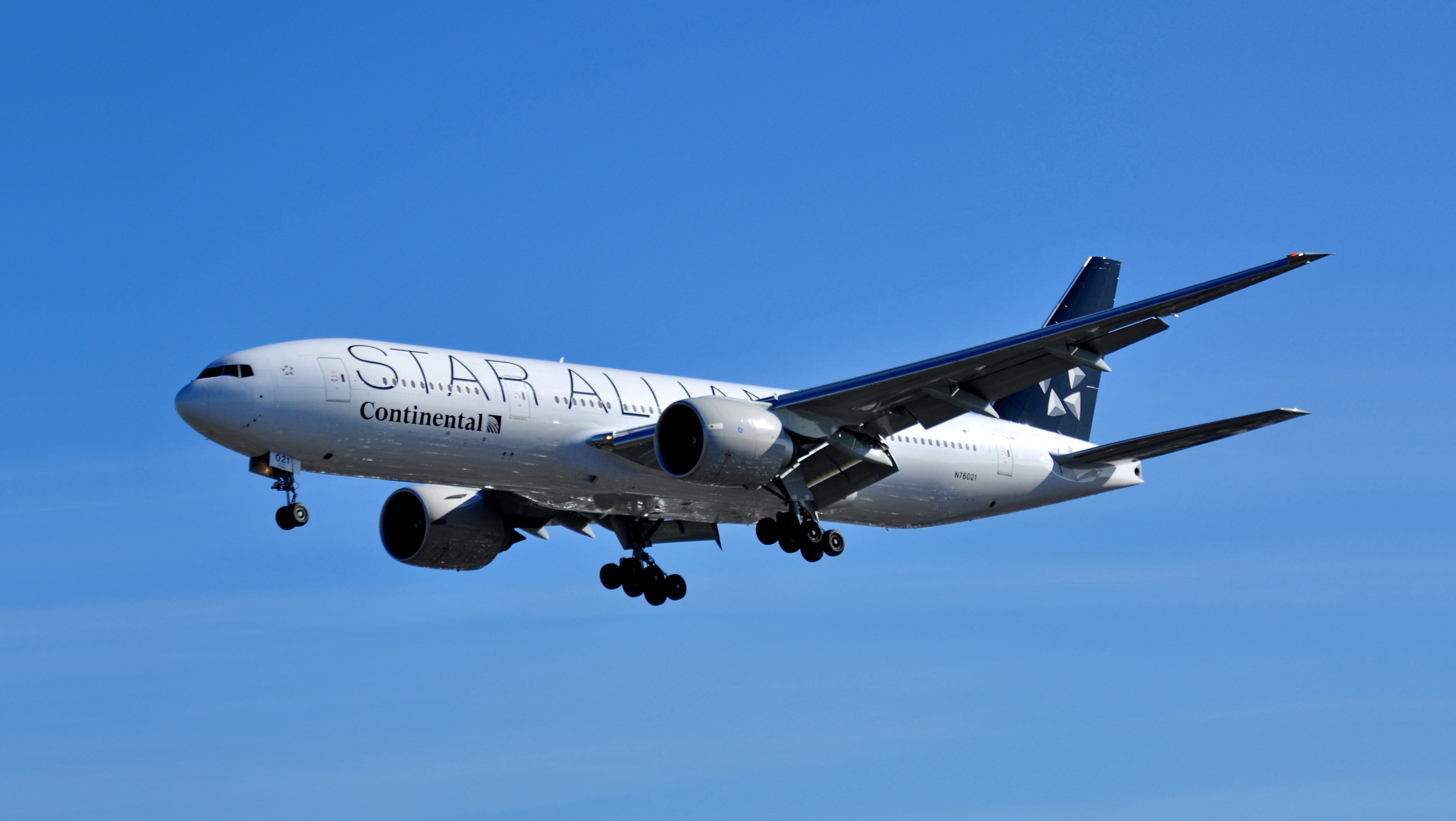
Samolot linii Continental Airlines w barwach Star Alliance

Continental Airlines – amerykańskie linie lotnicze z siedzibą w Houston, działające w latach 1934–2012. Posiadały połączenia z wieloma krajami. Głównym węzłem był Port lotniczy Houston-George Bush, Newark i Port lotniczy Cleveland-Hopkins. Continental Airlines używała różnych wersji samolotów typu Boeing 737, 757, 767 i 777.
Kontrowersje
W związku z katastrofą należącego do AirFrance Concorde’a z 25 lipca 2000 roku, wszczęto śledztwo zakończone sformułowaniem w 2005 roku zarzutów prokuratorskich wobec dwóch pracowników Continental Airlines. Ustalono, że w samolotach DC-10 latających w barwach tej linii, zastosowano modyfikację okolic silników, której nie zaaprobowały stosowne instytucje do spraw bezpieczeństwa lotów. W wyniku oderwania się fragmentu takiej modyfikacji podczas startu jednego z DC-10, nastąpiło rozerwanie opony startującego 4 minuty później Concorde’a, który najechał na leżący na pasie startowym fragment, a następnie uległ katastrofie w wyniku powstania fali uderzeniowej na skrzydle i zapalenia się lewego silnika oraz problemów z prawidłowym startem. Wina dokonania niedozwolonej modyfikacji DC-10 przez Continental Airlines jest udowodniona, przedmiotem wciąż trwających sporów jest jednak ustalenie, czy to linie ponoszą wyłączną odpowiedzialność za jedyną jak dotąd katastrofę w historii lotów Concorde’ów.
Zjednoczenie z United Airlines
4 maja 2010 ogłoszono połączenie dwóch amerykańskich przewoźników lotniczych, linii United Airlines i Continental Airlines. Dzięki połączeniu powstały największe linie lotnicze na świecie, dysponujące flotą 692 samolotów latających do 370 portów lotniczych w 59 krajach. Nowy przewoźnik lata pod nazwą United Airlines. 3 marca 2012 Federal Aviation Administration formalnie zatwierdziła fuzję wydając wspólny certyfikat do wykonywania operacji obu linii pod nazwą United.